# 박유하
박유하(朴裕河, 1957년 3월 25일~)는 대한민국의 일어일문학자이자, 교수이다. 세종대학교 교수를 2022년 정년퇴직후 명예교수로 일어일문학과 강의를 하고 있다.

## 학력
- 게이오대학과 와세다대학에서 일어일문학 전공

## 제국의 위안부 논란
박유하는 그의 책 제국의위안부에서, 기존 확립된 일본제국 위안부 시스템에 대한 설명에 도전한다.
박유하는 일부 여성과 군인이 사랑에 빠지고 군인이 병든 여성을 돌봐주고 고국으로 보내주었다고 주장한다. 이러한 설명은 '일본군의 조선인 여성 강제 연행'과 '성노예'로 대표되는 종래의 일원적인(호모지니어스한) 위안부 서사에서 배제되어 버린 위안부의 존재를 드러낸다. 이를 통해 위안부의 존재가 다원적이었으며 위안부와 군인과의 관계가 더욱 복잡했다고 주장한다.
그는 조선이 식민지화의 결과로 '일본'으로 되어 있었으므로 위와 같은 '동지적 관계('애국'이라는 미명 아래 동원된 약자들의 협력적인 관계)'와 같은 비극이 나타났다고 쓴다. 표면적으로 일본과 조선이 둘이 아니었던 상황에서 여성을 강제연행한다는 것은 공식적으로는 있을 수 없었다고 썼으며, 법적인 책임을 물어야 한다면 당시 법을 위반했다는 의미에서 업자(여성을 강제 또는 유혹으로 위안소에 팔아 넘겼다.)에게도 책임을 물어야 한다고 쓴다.
그는 제국 일본이 침략한 다른 국가와 달리 조선이 식민지였다는 시대 상황을 고려하고, 사료, 수많은 증언들로 판단해 볼 때, 일본에 대해서 "법적" 책임을 묻는 것은 효과적이지 않다고 말한다. 예를 들어 당시 여성들이 속아서 끌려 왔을 경우, 업자가 여성들의 주인이었으므로 묵인한 경우가 많았을 테지만, 공식적으로는 군에서 여성들을 위안소가 아닌 곳에 취직시키거나 돌려보내는 경우도 있었던 것이다. 뿐만 아니라, 1965년 한일협정도 일본에 대해 "법적" 책임을 묻는 데에 커다란 걸림돌이라는 사실을 지적한다.
그럼에도 불구하고 "법적" 책임을 고집하는 지원단체의 운동방식을 박유하는 비판한다. 사실과 다른 주장마저 포함한 그들의 그런 운동방식은 한일간 갈등을 증폭시키고, 위안부 문제에 반성적이었던 일본 시민들까지 등돌리게 만들어 위안부 문제의 해결을 더욱 어렵게 만들기 때문이다. 뿐만 아니라 순수한 피해자상과 달라 보이는 위안부의 이야기를 배제하는 그 운동 방식은 당사자를 억압하고 분열시킨다고 쓴다.
따라서, 박유하 교수는 식민지라는 역사적 상황, 1965년 한일 협정, 1990년대 일본의 사죄와 보상을 둘러싼 대처 등 여러 정황을 검토하면, 전쟁후 처리로서의 법적 책임을 지우려 하는 대신 식민지지배에 대한 책임을 물을 필요가 있다고 말한다.
위와 같이 박유하 교수는 한국을 향해 '사실을 정확히 알아야 일본에도 제대로 책임을 물을 수 있다'고 주장하는 한편, 일본을 향한 비판도 잊지 않는다. 일본의 우파가 일본은 책임을 다했다고 주장할 때 근거로 사용하는 1965년의 한일협정과 1990년대의 사죄와 보상에 대해 그것들이 한계를 가졌다고 쓴다. 한일협정에 대해서는 일본은 개인들에 대한 법적 책임은 졌지만, 그것은 전쟁후 처리였을 뿐 식민지지배에 대한 것이 아니었으니 책임을 다한 것은 아니라고 지적한다. 그리고 1990년대의 사죄와 보상에 대해서는 일본 정부가 애매한 태도를 취하는 바람에 그 뜻을 한국에 제대로 전달하지 못했던 점을 비판한다. 따라서 식민지지배에 대해 다른 제국 국가들보다 일본이 앞장서서 반성을 표명하는 일은 국제적으로도, 그리고 아시아 통합을 위해서도 의미 있는 일이 될 수 있다며 일본의 사죄를 전략적으로 유도하고 있다. 그리고 사죄할 때에는 조선인 위안부를 비롯하여 조선을 식민지로 삼아 지배했던 기간 동안 희생당했던 수많은 사람들에 대해 진심어린 사죄를 표명해야 한다고 썼다.
현재 이옥선(88) 할머니 등 일본군 위안부 피해자 9명은 2014년 6월에 박유하 저서 출판금지 가처분 소송과 1인당 3000만원씩 총 2억7000만원을 지급하라는 손해배상 청구 소송을 제기하고 명예훼손 혐의로 박유하를 고소하였다. 나눔의 집 소속 9인의 전 위안부들로부터 저서 출판 금지 가처분 소송 제기(2015년 2월 출판 금지 가처분 인용) / 나눔의 집 소속 9인의 전 위안부들로부터 2억 7천만원의 손해배상 민사소송(2016년 1월 13일 1심 9천만원 손해배상 판결, 항소심 진행중) / 명예훼손에 의한 형사소송(박유하 2015년 11월 불구속 기소, 2017년 1월 25일 1심 박유하 무죄 판결, 항소심 진행중)
2015년 12월 노벨 문학상 수상자 오에 겐자부로, 무라야마 도미이치 전 일본 총리, 위안부에 대한 고노 담화를 발표한 고노 요헤이 전 일본 관방장관, 우에노 치즈코 도쿄대 명예교수 등을 포함한 54인의 친한파 일본 지식인들 및 장정일, 김규항, 김철, 고종석, 홍세화, 최규승 등 한국의 194명의 지식인들이 박유하 교수의 형사 기소에 반대하는 성명을 제출했다. 2017년 1월 17일 노엄 촘스키 MIT 교수 및 브루스 커밍스 시카고 대학 교수가 박유하 교수의 형사기소 반대/ 무죄 탄원 및 일본인 지식인 성명에 동참하는 탄원서에 동참하였다.

### 퇴직후 강의활동
2022년 7월 31일자로 세종대학교 교수직을 정년퇴직하였다. 그리고 명예교수로 강의를 계속하고 있다.

## 저서 / 번역
- <반일민족주의를넘어서>
- <화해를위해서—교과서/위안부/야스쿠니/독도> – 문화관광부 우수교양도서 지정, 오사라기지로 논단산 수상 (일본어판)
- <내셔널 아이덴티티와 젠더–소세키/문학/근대>
- <제국의 위안부–식민지지배와 기억의 투쟁> – 아시아 태평양상 특별상, 이시바시탄잔 기념 와세다 저널리즘 대상 수상 (일본어판)
- <한일 역사인식 논쟁의 메타히스토리> - 공편저 -
- (번역) “일본 근대문학의 기원” -가라타니 고진
- (번역) "마음" - 나츠메 소세키
- (번역) "만엔 원년의 풋볼" - 오에 겐자부로
- (번역) "인생의 친척" - 오에 겐자부로
- (번역) "익사" -오에 겐자브로
- (번역) "풍장의 교실" -야마다 에이미

## 같이 보기
- 안병직
- 이영훈 (경제학자)
- 김용삼 (전직 언론인) : 반일 종족주의 공동저자중 1인
- 타케모토 니이나 : (일본의 가라유키상 관련 연구자)